# Винне, Эрлинг
Эрлинг Винне (норв. Erling Vinne; 7 августа 1892, Кристиания — 20 июня 1963, Осло) — норвежский легкоатлет, выступавший в прыжках в длину и тройном прыжке. Участник летних Олимпийских игр 1912 и 1920 годов.

## Биография
Эрлинг Винне родился 7 августа 1892 года в норвежском городе Кристиания (сейчас Осло).
Выступал в легкоатлетических соревнованиях за «Тьяльве» из Кристиании. Был рекордсменом Норвегии в тройном прыжке с результатом 14,65 метра.
В 1912 году вошёл в состав сборной Норвегии на летних Олимпийских играх в Стокгольме. В тройном прыжке занял в квалификации 4-е место, показав результат 14,14 и уступив 3 сантиметра попавшему в финал с 3-го места Эрику Альмлёфу из Швеции. Также был заявлен в прыжках в длину, но не вышел на старт.
В 1920 году вошёл в состав сборной Норвегии на летних Олимпийских играх в Антверпене. В тройном прыжке занял в квалификации 13-е место с результатом 13,34, уступив 41 сантиметр попавшему в финал с 6-го места Дэну Ахерну из США.
Умер 20 июня 1963 года в Осло.

## Личный рекорд
- Тройной прыжок — 14,65 (23 сентября 1917, Кристиания)[1][2]